# Limnodrilus silvani
Limnodrilus silvani är en ringmaskart som beskrevs av Eisen 1879. Limnodrilus silvani ingår i släktet Limnodrilus och familjen glattmaskar. Inga underarter finns listade i Catalogue of Life.